# Александър Фишбейн
Александър Фишбейн или Алекс Фишбейн (на английски: Alexander Fishbein) е американски гросмайстор и автор на шахматна литература.

## Биография
Научава се на играта от баща си Грегори, когато е на четиригодишна възраст. През 1985 г. е победител в първия Denker Tournament of High School Champions. Фишбейн е много активен на национално и международно ниво през ранните 90 години на 20 век, спечелвайки турнири в градовете Чикаго, Ставангер (Норвегия), Хернинг (Дания) и др. Става гросмайстор през 1992 г.
От 1993 г. работи в областта на сигурността.
Фишбейн и съпругата му Лана имат три деца: Елен, Самуел и Мич. Фишбейн още намира време да се състезава в шахматни турнири, включелно четири пъти през това десетилетие в първенството по шахмат на САЩ (най-добро представяне: осмо място през 2006).